# Palpomyia iberaensis
Palpomyia iberaensis är en tvåvingeart som beskrevs av Gustavo R. Spinelli och Cazorla 2006. Palpomyia iberaensis ingår i släktet Palpomyia och familjen svidknott. Inga underarter finns listade i Catalogue of Life.